# Universidade de Ciências Aplicadas Ostwestfalen-Lippe
A Universidade de Ciências Aplicadas Ostwestfalen-Lippe (Hochschule Ostwestfalen-Lippe: englisch: OWL University) foi fundada em Janeiro de 1971 e é mantida pelo Estado de Renânia do Norte-Vestfália, na Alemanha. A universidade possui três campus situados em diferentes cidades alemãs da região Lippe, sendo elas: Lemgo (campus principal), Detmold e Höxter.
Por causa de sua força de investigação da universidade tornou-se membro da Associação Europeia de Universidades em outubro de 2010.
Atualmente o número de alunos da universidade é de aproximadamente 6.500, além de 163 professores e professoras mais 450 funcionários. A faculdade também possui uma Secreteria de Assuntos Internacionais (Akademisches Auslandsamt), que é responsável pela admissão, apoio e acompanhamento de alunos estrangeiros. 
A universidade financia uma rádio, chamada Campusradio Triquency, que funciona e opera dentro da faculdade. A equipe que trabalha na rádio é composta por estudantes da própria universidade.

## Graduações oferecidas
Os cursos oferecidos pela Ostwestfalen-Lippe University of Applied Sciences são, em sua maior parte, voltados para áreas técnicas, sendo que a disponibilidade dos cursos variam de acordo com o campus e, consequentemente, com a cidade:

### Em Lemgo
- Economia
- Engenharia Elétrica e Ciência da Computação
- Engenharia Mecânica
- Logística
- Mecatrônica
- Produção de Mídias
- Tecnologias da Ciência da Vida (Life Science Technologies)
- Tecnologia da Informação (Mestrado) em Inglês
- Tecnologia de Produção
- Tecnologia em Madeiras

### Em Detmold
- Arquitetura
- Design de Interiores
- Economia Imobiliária
- Engenharia Civil
- Engenharia Industrial

### Em Höxter
- Ambientalismo
- Ciências Ambientais (Environmental Sciences)
- Informática Aplicável
- Paisagismo
- Sustentabilidade